# 单纯疱疹
单纯疱疹（herpes simplex）是由单纯疱疹病毒1型（HSV-1）和2型（HSV-2）引起的病毒性疾病。通常可以根据病毒感染位置的不同，可以分为唇疱疹、面部疱疹和生殖器疱疹。症狀包含形成水泡或單純喉嚨痛，水泡發生前皮膚可能會出現刺痛感。生殖器疱疹的症狀不明顯，但可能會形成水泡，如果水泡破裂，可能會導致局部潰瘍，通常會於2-4週內復原。术语 herpes 源自古希腊语 ἕρπης （a creeping）义为蔓延、潜行。
疱疹病毒的生活史包含無症狀的潛伏期，以及可傳染期。在傳染期可能會有許多嚴重症狀，包含發燒、肌肉痠痛、淋巴結腫大，和頭痛，之後疾病的嚴重程度會減輕，頻率也會降低。其他較嚴重的症狀包含：疱疹性指頭炎、眼部疱疹、疱疹性腦炎，以及新生兒疱疹等等。
單純疱疹病毒分為HSV-1和HSV-2兩種，其中HSV-1比較常見於口腔感染，HSV-2則常見於生殖器感染。疱疹病毒是經由接觸被感染者的體液或病灶傳染，且帶原者即使沒有任何症狀也能夠散布病毒。生殖器疱疹認為是性傳染病，也可能藉由垂直感染經母體傳給胎兒。感染後，病毒會經由感覺神經或三叉神經的神經纖維入侵神經節，之後進入休眠期。導致病毒打破休眠並發病的原因可能包含：免疫抑制、壓力，以及陽光照射。口腔和生殖器疱疹通常都是由症狀進行診斷，更確切的診斷結果可利用水泡液進行病毒培養或偵測疱疹病毒DNA來確認。如果要確認是否曾經感染，可測試血液中對抗疱疹病毒的抗體。但如果是初次感染，則結果恆為陰性。
目前尚未发现可以彻底治愈单纯疱疹的方法。一旦感染人體，幾乎就註定伴隨終身。目前單純疱疹仍無有效的疫苗。生殖器疱疹最有效的預防方法是避免進行性行為，包含性交、口交和肛交。若要從事性行為，可利用避孕套稍微降低感染的風險。帶原者每日服用抗病毒药物也可有效降低傳染給他人的風險。 对乙酰氨基酚和外用利多卡因可以適度緩解症狀。抗病毒藥物如阿昔洛韦或伐昔洛韦，也可以舒緩症狀。
HSV-1或HSV-2的在全球成年人的盛行率約在60%和95%之間，HSV-1通常在孩提時候就會感染。各年齡的盛行率則隨年齡增長而增加。HSV-1在社會經濟水準較低的國家盛行率約在70%和80%之間，社會經濟水平較高的國家則可能降至40%至60%左右。截至2003年，全球約有5.36億人口受到HSV-2感染，約占全球人口的16%，其中女性和開發中國家的盛行率尤高。但大多數受到HSV-2感染的人都沒有意識到自己身上帶有病毒。